# Тиквеш (винний завод)
"Тиквеш" (мак. „Тиквеш“) — найбільший винний завод у Македонії. Відповідно до юридичного статусу, це акціонерне товариство, яке базується в Скоп'є.

## Історія

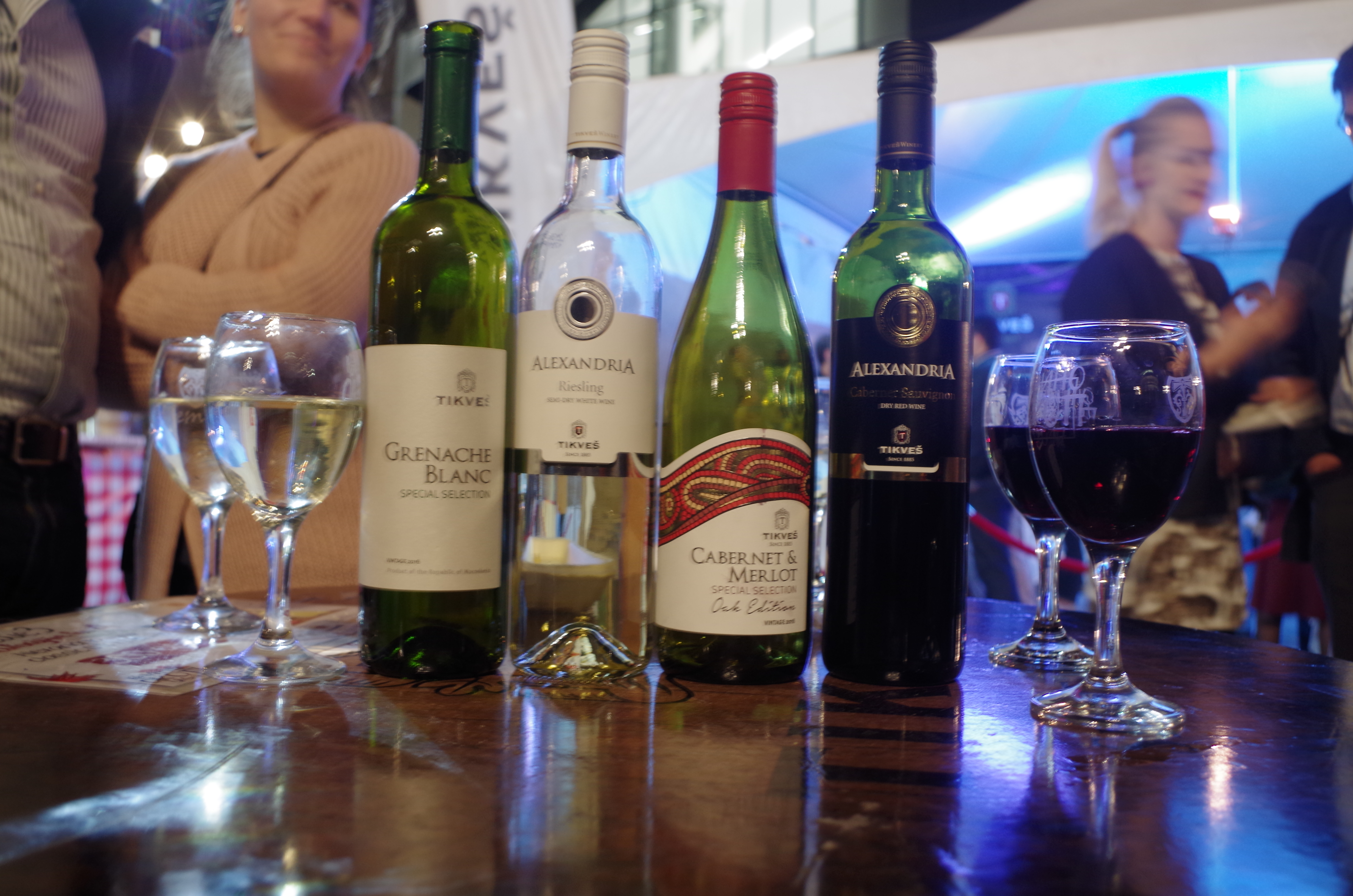
Вина від "Тиквеш"

Початок винзаводу Тиквеш можна знайти десь наприкінці XIX століття, коли більш відомі родини Тиквешу почали створювати винні підвали, в яких якісні вина виробляються у пляшках, на етикетках яких чітко вказано географічне походження вина. Період відповідає падінню Османської імперії. Пане Велков, купець, аристократ і землевласник, відкрив виноробню на площі 1200 квадратних метрів. Перша згадка про "Тиквеш" у письмовому документі пов'язана з цим періодом, а саме 1885 роком, який вважається роком, коли почалося перше організоване виробництво та продаж вина в Македонії. 
У 1912 році виготовлено перше вино з маркою Тиквеш. Олександр Велков, син Пано Велкова, успадкував право власності на виноградники та виноробню. Тиквеш розпочав співпрацю з грецьким виробником вина та алкогольних напоїв Metaxa, заснованим у 1887 році та отримав ліцензію на виробництво алкогольних напоїв під їхнім ім'ям.
У 1914 р. спалах філоксери майже повністю знищив автентичні сорти винограду, такі як жилавка, станушина, мустенік, пловдіна, белерче та сивяк, які вплинули на виноградарство в широкому регіоні. Але виробники та винороби Тиквешу об’єдналися та вивели американські гібридні сорти винограду, повернувши виноградарство та виноробство Тиквешу до норми.
Десятиліття до початку Другої світової війни відоме як період, коли виробництво вина в регіоні Тиквеш набирало обертів. "Тиквеш" стає впізнаваним на Балканах та за їх межами. Продукція Тиквеш продавалася в Сербії, Албанії, північній Греції, а також Туреччині та Єгипті. У 1938 році Олександр Велков звільнився з винзаводу, але залишився власником, а його старший син Пано та молодший син Стефан взяли на себе управління виноробнею. Вони збільшили виробництво вина та алкогольних напоїв та розпочали виробництво безалкогольних напоїв.
Після закінчення війни нова влада почала націоналізувати приватну власність. З метою консолідації виробництва винограду, вина та коньяку держава створила компанію, яка включала всі націоналізовані об'єкти, виноградники та винні погреби відомих виноробних родин: Велкових, Аджилазових, Вчкових, Грозданових, Данових та інших. Олександр Велков добровільно передав ключі від винного заводу з одним проханням: нові власники мали забезпечити працевлаштування його синів, оскільки вони мають знання та досвід у виноробстві, яке одобрили. Ця державна винна компанія була перейменована в Тиквеш. Потім розпочалося будівництво сучасної виноробні з мультиплікаторною потужністю, обладнаної для виробництва 200 000 літрів вина.
Винзавод постачав весь югославський ринок наливним вином.
У 1956  році створено винний архів "Тиквешу" як літописця про чудові врожаї. Тисячі пляшок зберігаються у цій спеціальній кімнаті у винному погребі в Кавадарці. Винний архів створений за ініціативи Йосипа Броза Тіто, який після візиту до "Тиквешу" був переконаний, що виноробня повинна зберігати старі вина з найкращих врожаїв, за прикладом найвідоміших світових виробників. 
У 50-60-ті роки XX століття "Тиквеш" пройшов численні організаційні та інтеграційні процеси. З анексією декількох менших сільськогосподарських холдингів, у 1968 році створений агропромисловий комплекс "Тиквеш". Винний льох, що входить до його складу, стає найбільшим виноробним заводом у Південно-Східній Європі.
У 1973 р. ринок виноробних заводів вперше просунув знамените вино Т’га за југ. Вино зроблено на честь Струзьких вечорів поезії - під час одного з візитів поетів до виноробні вони запропонували, щоб вино, виготовлене на їх честь, називалося "Т’га за југ", згідно з однойменною поемою відомого македонського поета Костянтина Міладинова. Вино стало популярним у всьому регіоні.
У 80-х роках 20 століття виноробня пережила величезний розквіт. Потужність зростала майже щороку, поки не досягла 55 мільйонів літрів. На той час Тиквеш виробляв майже половину всього вина в Югославії. В цьому відношенні характерний 1984 рік, коли через рішення придбати весь урожай винограду з Тиквешської області, винзавод повинен був використовувати міський басейн у Кавадарці для тимчасового зберігання винограду. У цей період "Тиквеш" значно збільшив свій виробничий портфель. Випущена нова серія вин "Александрія", яка відразу ж добре сприймається споживачами.
Після здобуття незалежності Республіки Македонія починається тривалий процес приватизації компанії. Винзавод був приватизований у 1995 році.  У 2003 році інвестиційна група "М6" придбала винзавод "Тиквеш" і розпочала реалізацію великого інвестиційного циклу для повної модернізації виноробні. Особлива увага приділяється вдосконаленню виробничого процесу в цілому, від вирощування винограду, збору врожаю до отримання кінцевого продукту. Загальна стратегія розвитку спрямована на підвищення якості вина. Вкладаються інвестиції в розширення виробничого портфеля шляхом представлення нових серій вин, таких як Special Selection та Александрија куве, а до тих пір відомі та широко прийняті вина виноробні "Тиквеш" стають частиною серії «Класик». 
У 2009 році все вино, вироблене на "Тиквеш", було розлито по пляшках.
Останнім етапом омолодження компанії було прийняття на роботу відомого французького винороба Філіппа Камбі, який відповідає за зміну філософії виноробства Тиквешу, та молодого і талановитого головного енолога Марко Стояковича, який здобув освіту та досвід у Бордо, Франція.
В рамках святкування 130-ї річниці у 2015 році винзавод Тиквеш відкрив цифровий музей, присвячений мистецтву створення вищих вин у Македонії. Фотографії та інформація, що становлять основу цифрового музею доступні на інтернет-сторінці Тиквеш .
У листопаді 2018 року винзавод "Тиквеш" розширився на міжнародний ринок, придбавши французький винзавод Château de Gourdon, утворивши спільну платформу бренду Tikveš Châteaux & Domaines. 

## Організація та управління

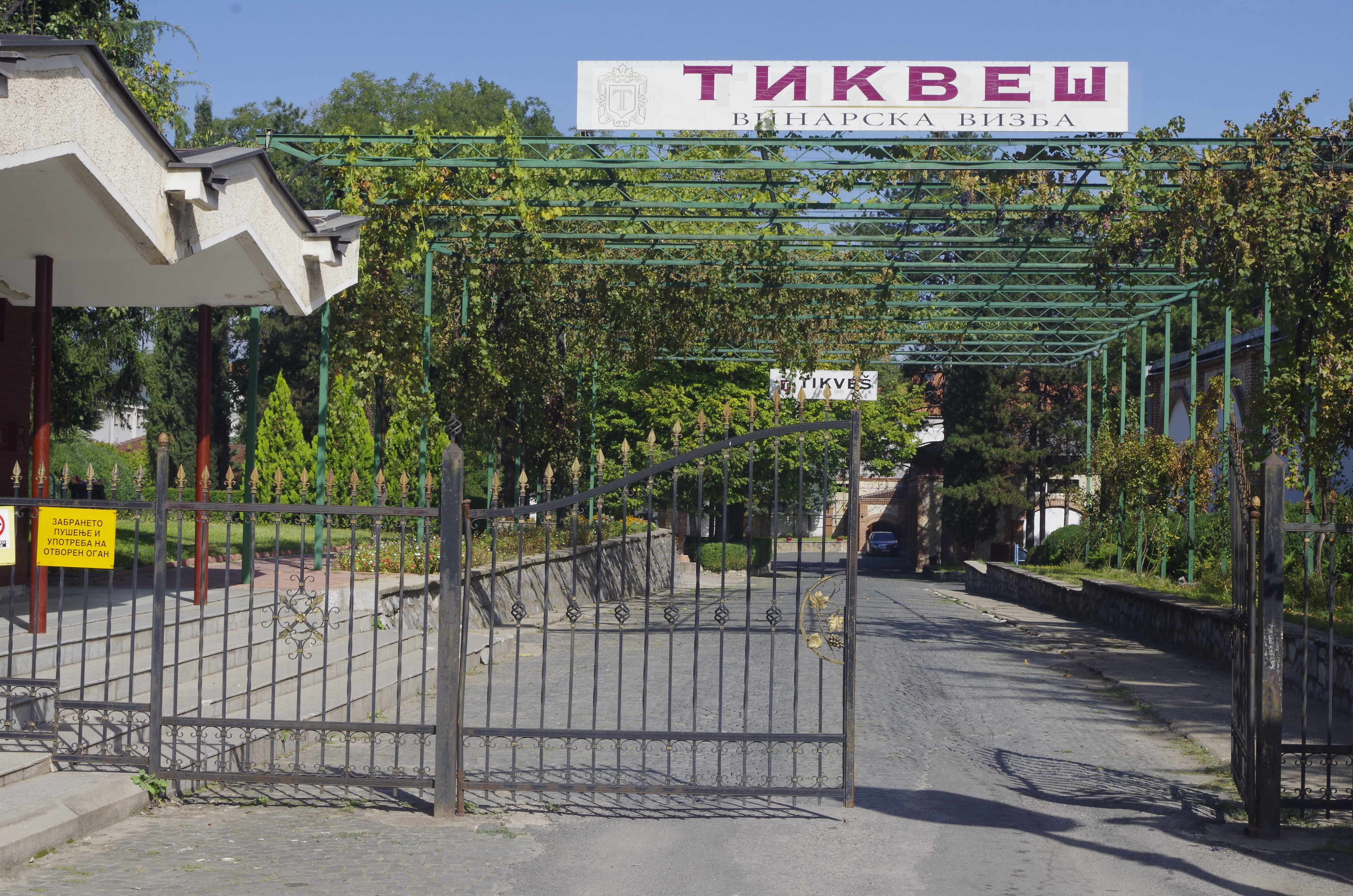
Винзавод Тиквеш у Кавадарці

Мажоритарним власником "Тиквешу" є компанія "M-6 еден", яка належить Свєтозару Яневському, який також є головою правління "Тиквешу". Посаду генерального директора виконували: Ігор Ілієвський, Радош Вукічевич та ін. Свєтозар Яневський є головою ради директорів "Тиквешу".
У 2015 та 2016 роках винзавод Тиквеш визнаний премією «Компанія року» Регіональним бюро для Південно-Східної та Центральної Європи Європейської асоціації менеджерів та журналом «Euromenager». Тоді ж генеральний директор "Тиквешу" Ігор Ілієвський обраний "Менеджером року" у 2016 році.

## Фінансові результати
У 2016 році загальний дохід винзаводу "Тиквеш" збільшився на 112,8 млн. денарів (9%) порівняно з 2015 роком, що було результатом збільшення продажів вина в Македонії на 12% та збільшення експорту вина на 6 %. Отже, валовий прибуток "Тиквешу" зріс на 27%, а в поєднанні зі зменшенням операційних витрат на 6% це призвело до збільшення операційного прибутку на 32%.

## Виробництво

### Вино

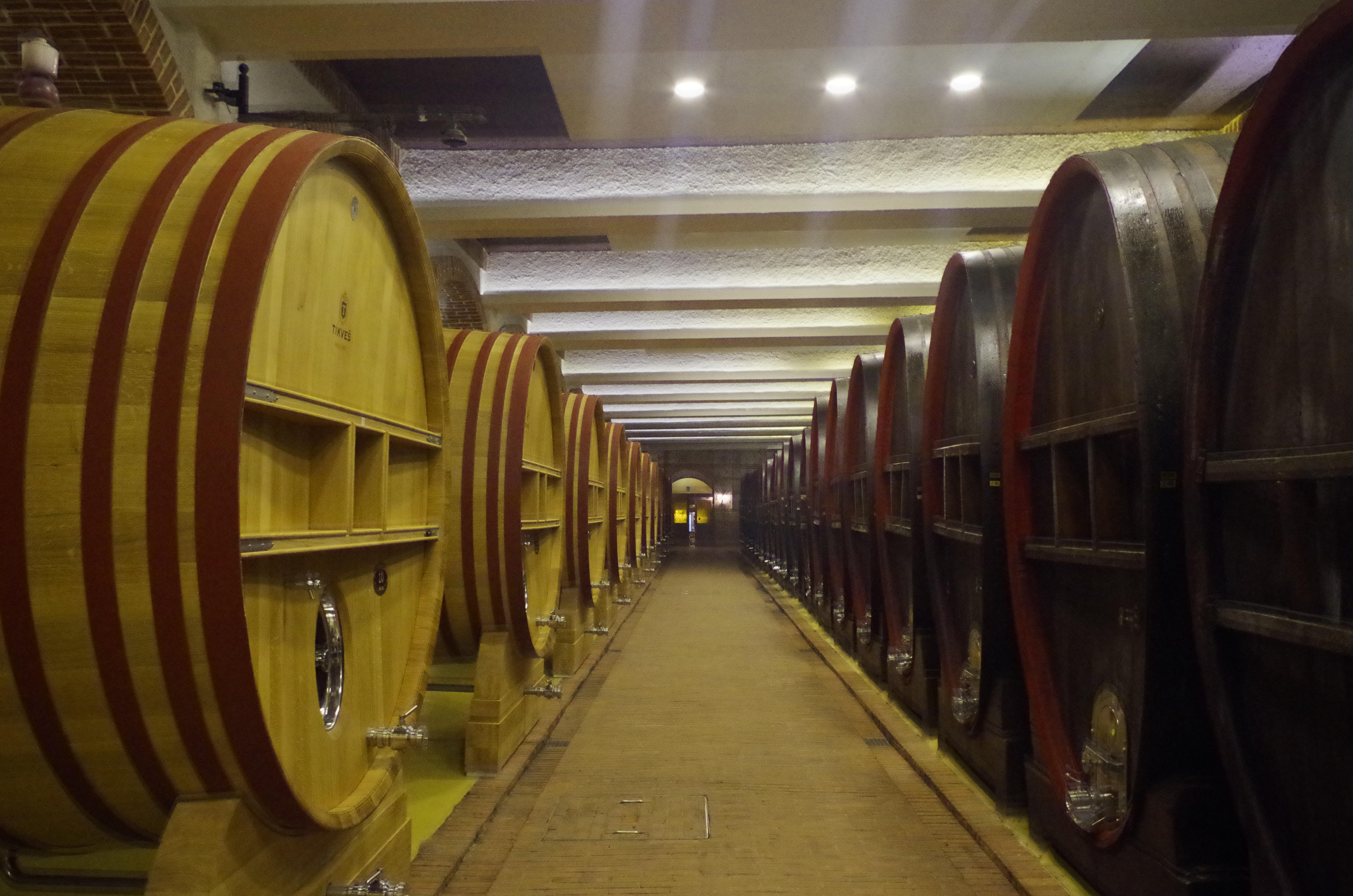
Пляшки вина у виноробні Тиквеш

У грудні 2014 року британський автор Джеймі Гуд у журналі Sunday Express у змаганні з 14 винами оцінив вино Тиквеша "Vranec Merlot" 2012 року на четверте місце. Одночасно зі своєю колонкою в "Нью-Йорк таймс" американський винний критик Ерік Асімов високо оцінив вино "Vranac Special Selection" 2011 року у нумераціъ списку вибраних вин на вечерю з нагоди Дня Подяки. 

### Бренді

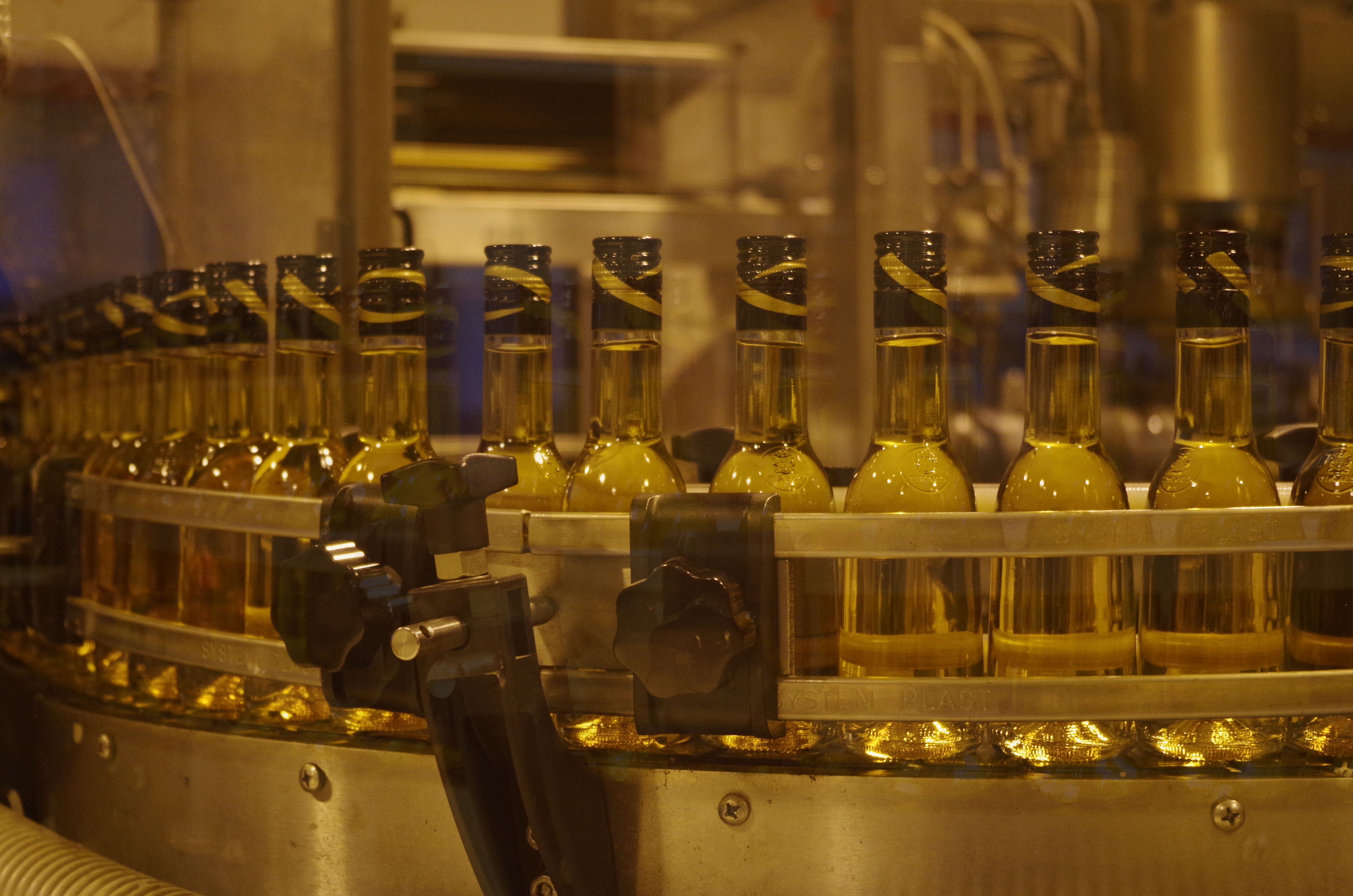
Виноградний коньяк у Тиквеші

Завдяки багатовіковій традиції винзавод "Тиквеш" ретельно обробляє виноград та створює основу для отримання знаменитого виноградного коньяку Тиквеш. Його рекомендують як найвідоміший македонський аперитив  .

## Нагороди та визнання
У квітні 2014 року коньяк з жовтого винограду "Тиквеш" з маркою "VS (Very Special)" був нагороджений золотою медаллю за високу якість на міжнародному конкурсі вин та міцних напоїв "Винзавод 2014", що відбувся в Пловдиві, в конкурсі з 400 напоїв 51 виробника. Цей коньяк міцністю 45 градусів виробляється природним способом із виноградного дистиляту віком понад п’ять років, що зберігається в дубових бочках. 
У 2014 році винзавод «Тиквеш» отримав чергову нагороду, отримавши нагороду «За нову якість у туризмі 2014», яку присуджує туристичний журнал «Туристична призма» з Нового Саду, за внесок у просування Македонії як туристичного напрямку. для насолоди вином. Також на Всесвітньому конкурсі вин у Німеччині вино "Піно Нуар" 2013 року визнано найкращим червоним вином Македонії за 2015 рік.  Навесні 2016 року "Тиквеш" виграв три золоті та дві срібні медалі у 18 років. Міжнародний винний конкурс "Mundus Vini" у Німеччині за: "Домен Лепово Шардоне 2015", "Каберне Франк Спеціальний відбір 2015" та "Домен Лепово Гранд Куве 2013" (золоті медалі), а також "Спеціальний відбір Теманіка 2015" та "Александрија куве розе 2015" (срібні медалі).
У 2016 році у спеціалізованому журналі "Винний адвокат" найвідоміший у світі винний критик Роберт Паркер опублікував огляди кількох вин "Тиквеш", описавши їх як "дуже хороші" та "відмінні". Раніше, у 2010 році він оцінив вино "Біла вода" з урожаю 2010 року 94 балами. На Китайському ярмарку вин та алкогольних напоїв, що відбувся в 2016 році, червоне вино "Барово" зі збору врожаю в 2013 році та біле вино "Александрія Куве" зі збору врожаю в 2015 році нагороджені золотими медалями, тоді як червоне вино "Александрія Куве" урожаю 2014 року завоювало срібну медаль. 
Навесні 2017 року винзавод «Тиквеш» виграв загалом 25 медалей та нагород на трьох світових винних конкурсах, що відбулись у Лондоні та Брюсселі. Крім того, її вина були нагороджені однією золотою, дев’ятьма срібними та 12 бронзовими медалями, а три вина отримали спеціальні нагороди за свою якість. Так, вино "Спеціальна селекція" вина Vranec з марочного виробництва 2015 року завоювало золоту медаль на London Wine International Wine Challenge, червоне вино "Барово" 2015 та "Гренаш бланк" 2016 нагороджені срібними медалями, а п'ять інших вин отримали бронзові медалі. 
У 2017 році вина "Тиквеш" нагороджені на найбільшому міжнародному винному конкурсі в Канаді Selections Mondiales de vins Canada, де вина "Vranec Special Selection", "Domen Lepovo Grand Kuve" зі збору врожаю в 2013 році та "Барово (червоне)" з урожаю в 2015 році були нагороджені золотою медаллю. Також на Балканському міжнародному конкурсі вин 2017 у Софії чотири вина "Тиквеш" нагороджені срібними медалями: Vranec Special Selection та Alexandria Kuve Red зі збору винограду 2015, а також каберне Frank Special Selection "та" Temjanika Special Selection "зі збору врожаю 2016 року. Окрім них, бронзовою медаллю нагороджено вино "Домен Лепово Шардоне" зі збору врожаю у 2016 році. Також представники International Wine Challenge нагородили "Трофей за найкраще червоне вино з Македонії" вино "Vranec Special Selection" зі збору врожаю 2015 року. Таким чином, "Тиквеш" став першим винним заводом у Македонії та Південно-Східній Європі, який отримав це визнання. Того ж року на змаганні Austria Wine Challenge - Vienna 2017 золоту медаль завоювало біле вино "Grenash Blank Special Selection" зі збору врожаю в 2016 році, а срібні медалі - червоне вино "Александрія Куве" зі збору врожаю в 2015 році та біле вино "Temjanika classic" від врожаю 2016 року. У той же час на найбільшому азійському винному конкурсі Decanter Asia Wine Awards 2017 два червоних вина («Барово» та «Александрія Куве» з урожаю 2015 року) вибороли срібні медалі, а бронзову медаль «Домен Лепово Гранд Куве» з урожаю 2015 року рік. Окрім цих подій, вина "Тиквешу" завоювали 60 медалей у 2017 році. Трохи пізніше вина "Тиквеш" нагороджені на ярмарку "China Wine and Spirits 2017", де біле вино "Біла вода" зі збору врожаю в 2016 році нагороджено подвійною золотою медаллю, тоді як червоне вино "Біла вода" зі збору врожаю в 2015 році виграло золоту медаль.
І в 2018 році «Тиквеш» продовжував здобувати міжнародні нагороди за свої вина. Так, вина "Domaine Lepovo Chardonnay" та "Chardonnay Special Selection" зі збору врожаю у 2017 році були нагороджені срібними медалями видання спеціалізованого винного конкурсу "Chardonnay du monde" у Франції. Також на Concurs Mondial de Bruxelles у Брюсселі, вино «Т'га за југ» урожаю 2016 року отримало золоту медаль, а п'ять вин з «Тиквеш» були нагороджені срібними медалями, : „Александрија куве (црвено)“, „Вранец Спешл селекшн“, „Темјаника Спешл селекшн“, „Барово (бело)“ і „Домен лепово гранд куве“. Майже одночасно на конкурсі "Les Citadelles du Vin", що проходив у Бордо, червоне вино "Domen Lepovo Grand Couve" зі збору врожаю в 2015 році було нагороджено золотою медаллю, тоді як вино "Vranec Special Selection" зі збору врожаю в 2016 році отримало срібну медаль. Таким чином, лише в першій половині 2018 року вина «Тиквешу» завоювали загалом 50 медалей та нагород на престижних світових винних змаганнях. На винному ярмарку "China Wine and Spirits 2018" винзавод "Тиквеш" завоював шість медалей, а саме: червоне вино "Vranec Special Selection" зі збору врожаю 2016 року отримало найвищу нагороду (подвійна золота медаль), а червоні вина "Т'га за југ»(з урожаю 2016 року),«Барово» (з урожаю 2015 року) та «Александрія Куве» (з урожаю 2016 року) були нагороджені золотими медалями. Крім того, вино "Шардоне Домен Лепово" (з урожаю 2016 року) було нагороджено срібною медаллю, а біле вино "Александрія Куве" (з урожаю 2017 року) завоювало бронзову медаль.
У 2019 році дев'ять вин "Тиквеш" отримали високі оцінки від винного критика Джеба Даннука, з яких шість вин отримали понад 90 балів. Серед переможців були такі вина з регіону Тиквеш: червоне вино "Барово 2016", біле вино "Барово 2018", червоне вино "Бела вода 2016", біле вино "Бела вода 2018", "Domain Lepovo Grand Couve 2016" та "Domain Lepovo Chardonnay 2018». Інші три оцінені вина були від французької виноробні "Château de Gourdon", яку виноробня "Тиквеш" придбала у 2018 році.  На додаток до цих нагород, у 2019 році "Тиквеш" отримав нагороду «Акредитація на навчання» від престижної Лондонської школи вин та алкогольних напоїв - Wine and Spirits Education Trust. 

## Зовнішні посилання
- Офіційна сторінка
- Музей вина "Тиквеш"